# (1016) Anitra
(1016) Anitra est un astéroïde de la ceinture principale.

## Description
(1016) Anitra est un astéroïde évoluant dans la ceinture principale, découvert le 31 janvier 1924 par l'astronome allemand Karl Wilhelm Reinmuth depuis l'observatoire du Königstuhl (à Heidelberg).
Il est probablement nommé d'après le personnage d'Anitra de la pièce de théâtre Peer Gynt du dramaturge norvégien Henrik Ibsen, mise en musique par Edvard Grieg, qui a notamment composé une Danse d'Anitra jouée dans la Suite d'orchestre no 1 tirée de sa musique de scène.

## Caractéristiques
Sa distance minimale d'intersection de l'orbite terrestre est de 0,953428 ua.